# تمنافا (راجمة صواريخ)
تمنافا (راجمة صواريخ) هي نظام اطلاق صاروخي متعدد عيار 267/122 ملم طورته شركة Yugoimport SDPR وهي شركة دفاع صربية.

تم الكشف عن راجمة تمنافا المزدوجة الجديدة عيار 122/267 ملم من قبل Yugoimport في فبراير 2020.

وقد تم تطوير هذه الراجمه لتعزيز قدرات المدفعية للقوات المسلحة الصربية.
الراجمة تمنافا مبنيه على هيكل الشاحنة الثقيلة KAMAZ 6560 8 × 8.

## المكونات
تتكون الراجمة تمنافا من أنظمة فرعية تشمل: العربة والبنيه الفوقية للقواذف واطوار الإطلاق وجهاز الرفع ونظام أوتوماتيكي مع محركات الأقراص ونظام التحكم في اطلاق النار.

تشتمل مجموعة المستشعرات لنظام إطلاق الصواريخ المتعددة على وحدة قياس بالقصور الذاتي (IMU) وجهاز استقبال ملاحي بالأقمار الصناعية وراديو.

العربة مجهزة أيضًا بنظام تحديد المواقع العالمي (GPS).

يضم التكوين الأساسي لـلراجمة تمنافا وحدتي إطلاق من 25 خلية بصواريخ عيار 122 مم أو وحدتا إطلاق من ست خلايا بصواريخ عيار 267 مم.

ويشكل التسلح الإجمالي الذي يحمله النظام 50 صاروخًا جاهزًا عيار 122 ملم أو 12 صاروخ عيار 267 ملم. 

إن الراجمة تمنافا قادرة على بودي اطلاق عيار 122 ملم احتياطيتين.

إمكانية استخدام جميع نسخ صواريخ 122 ملم من نظام بي إم-21 غراد الروسي الصنع.

تمكن وحدات الإطلاق من تخزين الصواريخ.

تقوم الوحدات بقفل الصواريخ أثناء الحركة وتوفر أيضًا التوجيه للصواريخ أثناء الإطلاق.

يتم التحكم في الارتفاع والسمت Azimuth في أوضاع اوتوماتيكيه وشبه اوتوماتيكيه ويدوية.

يتم تحميل النظام أو تفريغه بواسطة جهاز رفع مثبت على النظام الأساسي. كما أن لديها خيار استخدام أنابيب الإطلاق التي يمكن التخلص منها.

يتم إطلاق الصواريخ من المقصورة أو الملجأ من خلال لوحة تحكم عن بعد.

يتم تثبيت المنصة بواسطة أربعة أرجل أثناء إطلاق النار، بينما يتم ضمان تصحيح المنحدر التلقائي بواسطة جهاز خاص.

يتم توفير الاشتعال الكهربائي لمحركات الصواريخ بواسطة وحدة الإطلاق.

## المواصفات العامة
- الطاقم: 3 افراد.

- طول العربة: 10.5 متر.

- عرض العربة: 2.6 متر.

- ارتفاع العربة: 2.8 متر.

- أقصى وزن قتالي للنظام: 35 طن.

- تختلف زوايا الارتفاع لوحدات الإطلاق بين 3 ° و 60 ° ، في حين أن دقة زوايا الارتفاع والسمت Azimuth هي +/- 00-01 Radian.

- أقصى معدلات تغيير الإطلاق عموديا وافقيا هي 2 درجة / ثانية و 2 درجة / ثانية على التوالي.

- يبلغ أقصى مدى لإطلاق الصواريخ من عيار 122 ملم 40 كيلومتر، في حين يمكن للصواريخ 267 ملم أن تصيب الأهداف على مدى أقصى يبلغ 70 كيلومتر.

- يتطلب النظام 90 ثانية للتحضير للإطلاق ويبتعد عن نقطة إطلاق النار خلال 90 ثانية.

- يمكن أن تقوم بصليات ناريه بفترات زمنية متغيرة بين 0.8 - 4 ثوان.

- إن الراجمة تمنافا مسلحة أيضًا بمدفع رشاش ثقيل مثبت على سقف كابينة الطاقم الأمامية.

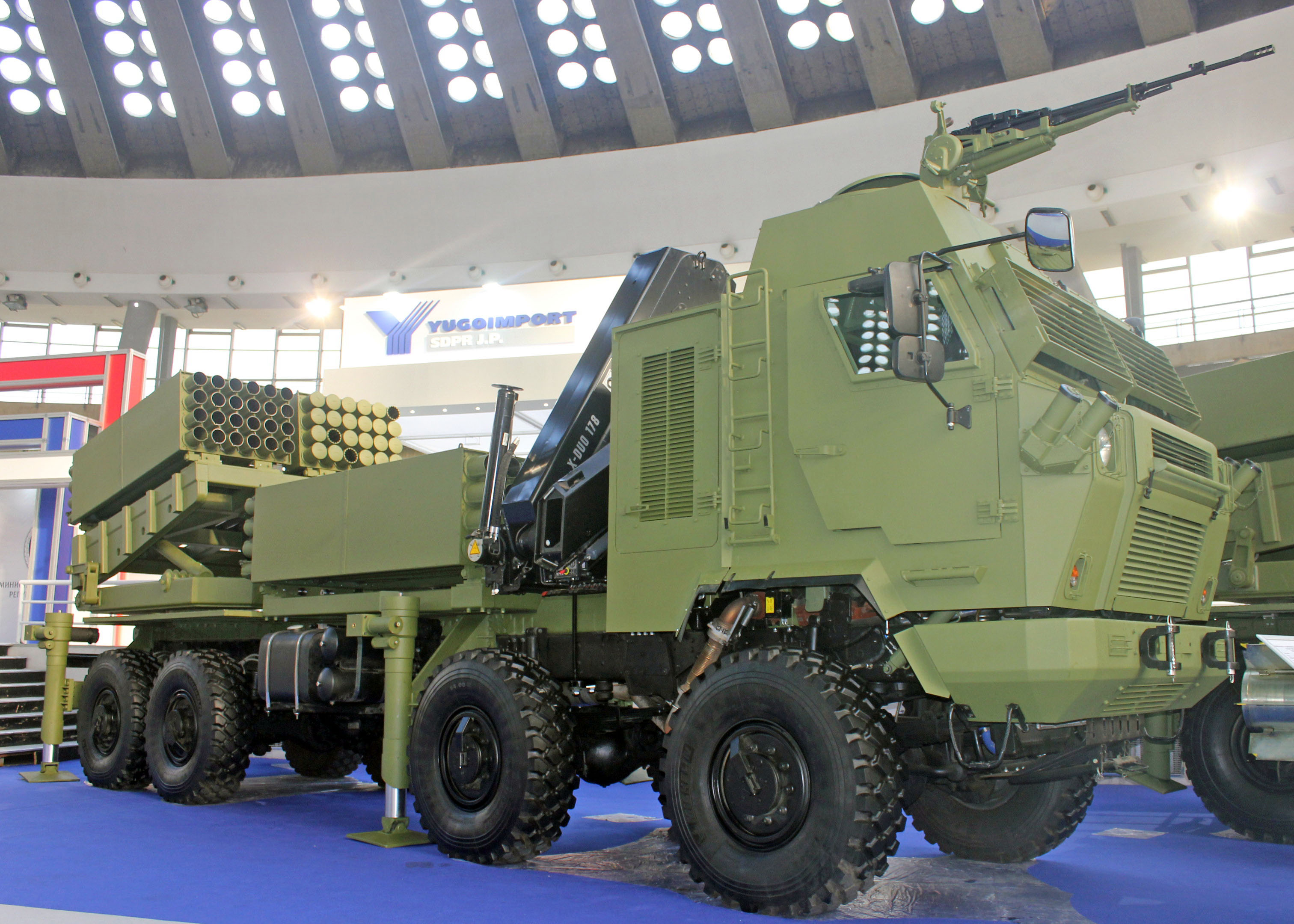
راجمة تمنافا

- يمكن للكابينة المدرعة حماية الطاقم من الأسلحة الصغيرة وشظايا المقذوفات المعاديه.

- يتم تجهيز كل من جانبي المقصورة الأمامية بقاذفتي قنابل دخان.

- يتم تزويد الراجمة تمنافا أيضًا بنظام تمويه بالقماش المشمع لإخفائها من قوات العدو.

- يتم تشغيل شاحنة KAMAZ 6560 8 × 8 بمحرك ديزل Euro III متوافق مع معايير KAMAZ-740.63-400 يولد قدرة تبلغ 400 حصان.

- يقترن المحرك بعلبة تروس ميكانيكية ذات 16 سرعة من طراز ZF 16S 1820.

- تتميز الشاحنة بنظام تعليق بنوابض صفائح مدمجه مع ممتصات صدمات هيدروليكية. وهي مجهزة بنظام الفرامل الهوائية.

- تبلغ السرعة القصوى للعربة 90 كيلومتر / ساعة ويمكن أن تصل إلى مدى عملياتي يبلغ 1200 كيلومتر.

- يتم نقل الراجمة تمنافا عن طريق القطار والسفن وطائرات النقل.